# Метельский, Валерий Моисеевич
Вале́рий Моисе́евич Мете́льский (1941 — 16 июня 2016, Санкт-Петербург) — советский и российский тренер по лёгкой атлетике, заслуженный тренер России.

## Биография
Окончив Педагогический институт им. А. И. Герцена, Валерий Моисеевич, начал свою педагогическую деятельность с учителя физической культуры в общеобразовательной школе. С 1976 года и до самой смерти он работал тренером-преподавателем в СДЮСШОР Кировского района и тренером ШВСМ по лёгкой атлетике.
За время своей тренерской деятельности он подготовил множество именитых спортсменов, среди них: Татьяна Тер-Месробьян, МСМК, призёр чемпионата Европы в помещении 1998 и чемпионата мира среди юниоров 1986; Татьяна Матяшова, МСМК, рекордсменка мира среди юниоров, серебряный призёр чемпионата Европы среди юниоров; Анна Кляшторная (Назарова), МСМК, чемпионка Европы среди молодежи, победительница Всемирной Универсиады; Татьяна Благовещенская, чемпионка Юношеских Олимпийских игр 2014 в смешанной эстафете; Татьяна Иванова (Войкина), МСМК; Ю. Тарасенко, МСМК; И. Мельникова, МС; М. Козловская и другие.
16 июня 2016 года Валерий Моисеевич умер на 75 году жизни.
Татьяна Тер-Месробьян так отзывалась о Валерии Моисеевиче: 
Дети его обожают, всегда спешат на тренировки к нему. Валерий Моисеевич — замечательный человек, профессионал своего дела. Но его интересы не ограничиваются только спортом. Он пишет картины, играет на баяне, увлекается рыбалкой и вообще очень интересный в общении человек. Так что мне с тренером, безусловно, повезло.

## Известные воспитанники
- Татьяна Тер-Месробьян
- Анна Кляшторная (Назарова)
- Татьяна Матяшова
- Татьяна Благовещенская

## Награды
- Премия Правительства Санкт-Петербурга «За достижение высоких спортивных результатов на II летних юношеских Олимпийских играх 2014 года в г. Нанкин (Китай)»[10].